# Medve (település)
Medve (szlovákul Medveďov, németül Weißkirchen) község Szlovákiában, a Nagyszombati kerület Dunaszerdahelyi járásában.

## Fekvése
Győrtől 13 km-re északra, a Duna bal partján, Csilizközben fekszik. Vele szomszédos falvak: Szap, Kulcsod, Balony. A túlparton, a Duna magyarországi, szigetközi oldalán a legközelebbi település Vámosszabadi, bár a folyón Medvénél átívelő híd jobb parti hídfője Győrzámoly külterületén található.

## Élővilága

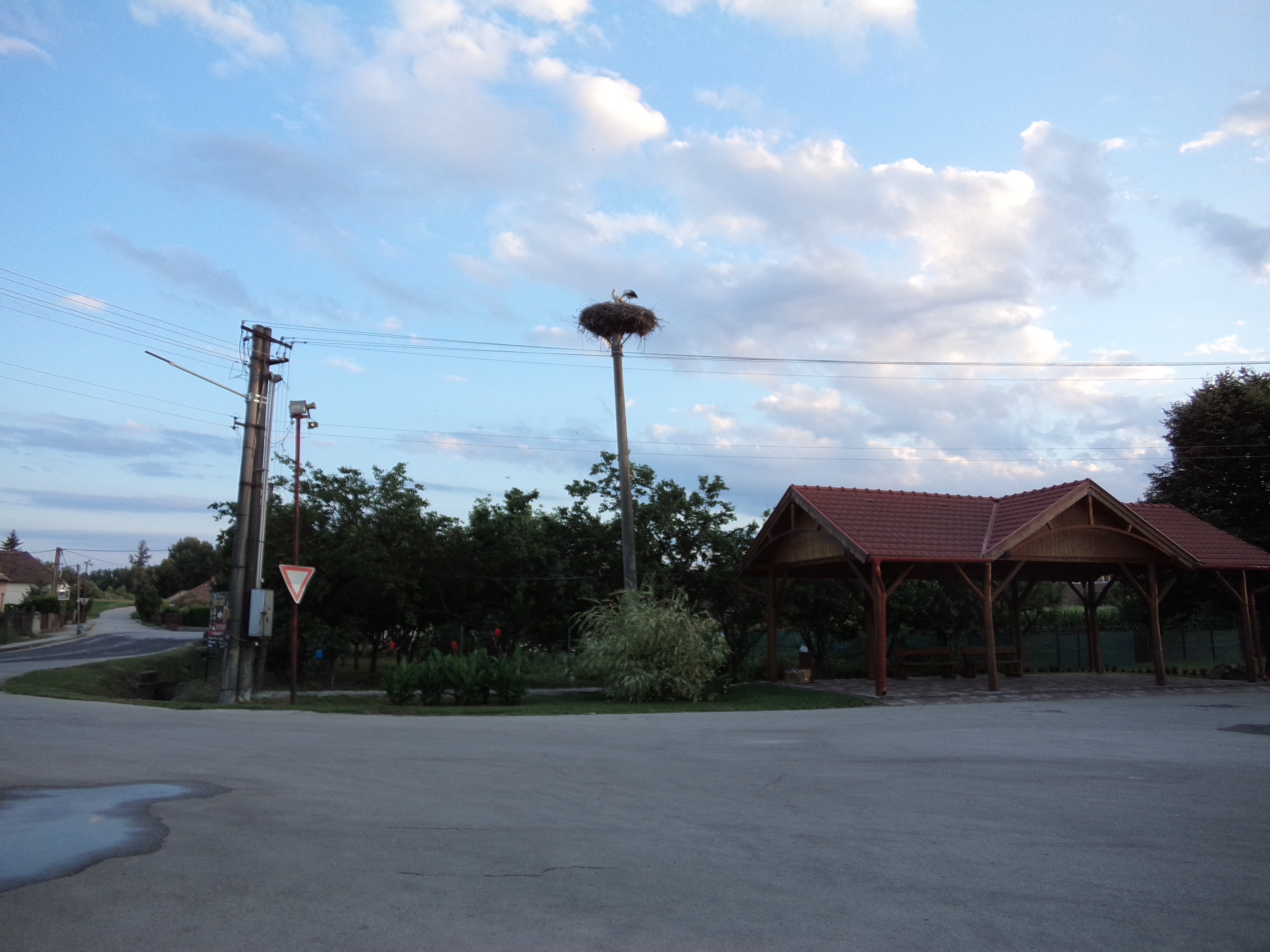
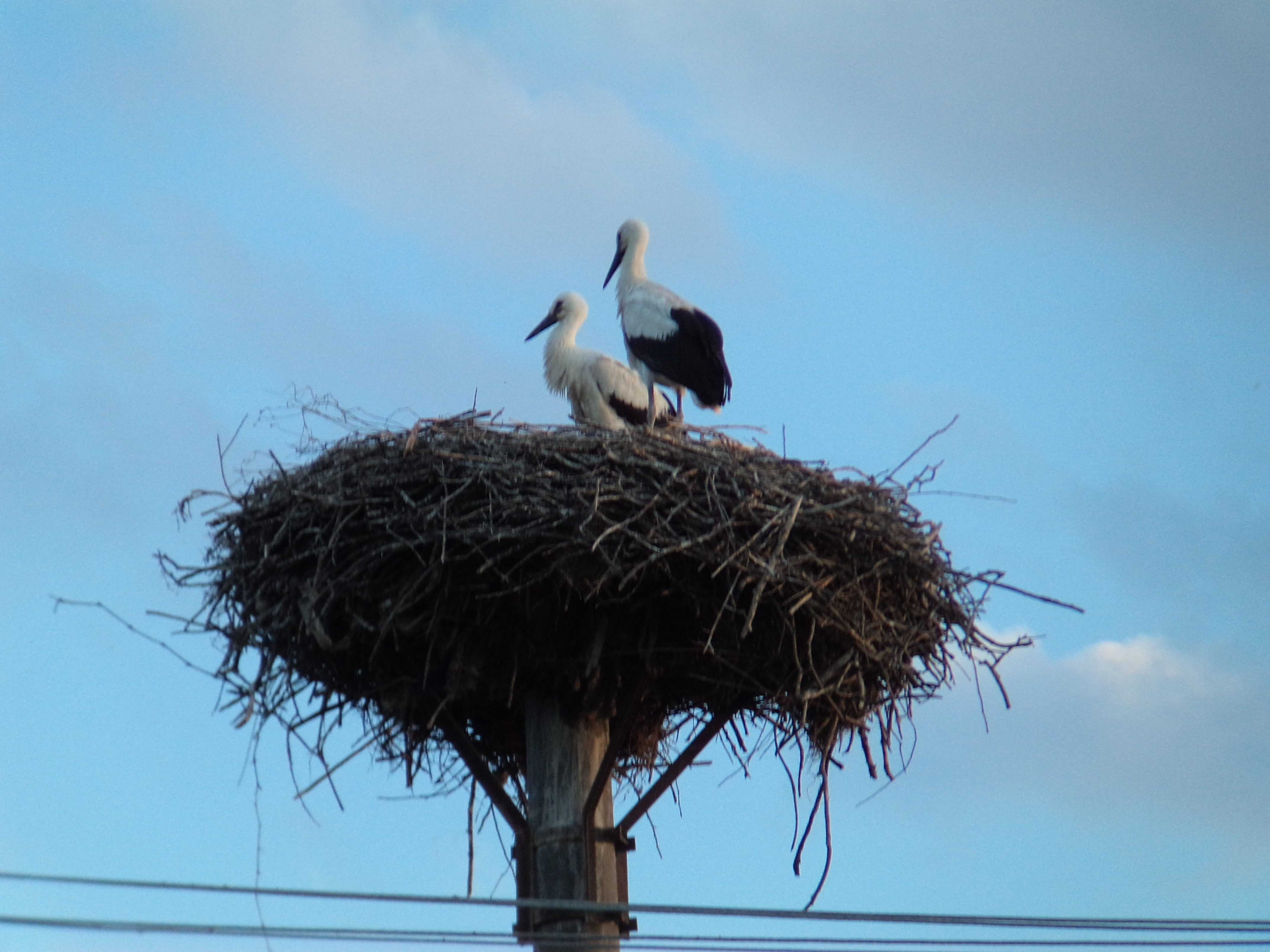

A faluban egy gólyafészket tartanak számon. 2013-ban négy, 2014-ben és 2015-ben két-két fiókát számoltak össze.

## Nevének eredete
Ősi magyar neve, a Kender, a fejedelmi kísérethez tartozott kék-kendek egykori szálláshelyére utal.
A falubeliek azt beszélik, hogy régen, mikor kiöntött a Duna és az emberek csónakokban éltek, egyszer megláttak egy medvét úszni és utána mentek, hátha elvezeti őket valami szárazföldre. Így is lett, azt a helyet, ahol letelepedtek, elnevezték Medve falunak.

## Története
A falu 1252-ben a pozsonyi várbirtok részeként szerepel Willa Medwe castri Posoniensis alakban.
Későbbi névalakjai:

1443 Medwe et Kendermedwe

1472 ultrague Medwe

1484 Kysmedwe

1552 Medwez

1609 Weisskirchen

1689 Medwes

1772 Medve
A település a 13. század végétől a Hédervári család birtoka.
A későbbiekben két falu, Kis, vagy Kenderesmedve és Egyházasmedve feküdt a mai település helyén. Egyházasmedve iskolája a 16. században már működött.
A 16. század végén portyázó török csapatok mindkét települést teljesen elpusztították, úgyhogy 1609-ben helyén csak néhány halásztanya volt. Ekkor pusztult el Medve község középkori temploma is. A török kiűzése után birtokosa a Héderváry-Viczay család a korábbi Egyházasmedvét németekkel telepítette be, melyek később a visszatérő magyar lakosságba olvadtak. Az új német lakosság új nevet is adott a falunak. Fehértemplomnak, azaz Weisskirchennek nevezte el. Kenderesmedve újratelepítésére nem került sor.
A településnél vezetett át a Dunán keresztül Pozsonyba vivő postaút. Az 1890-es évektől Trianonig, majd 1938-tól 1942-ig komp közlekedett itt, ma híd ível át a Dunán és közúti határátkelője van.
Vályi András szerint „Medve, Veiskirchen. Magyar falu Győr Várm. földes Ura G. Viczay Uraság, lakosai katolikusok, fekszik az öreg Duna partyán, Csilizközben, Győrhöz 1 1/2 mértföldnyire, határja egy nyomásbéli, búzát leg inkább terem, réttyei jók, erdeje kevés, révjeik vagyon, aranyásznak is lakosai.”
„Kenderes Medve. Szabad puszta Győr Várm. földes Ura G. Viczay Uraság, fekszik az öreg Duna partyán, Szabadinak szomszédságában, Győrhöz egy mértföldnyire, földgye nints, réttye elég, és bőven terem, erdeje szép.” 

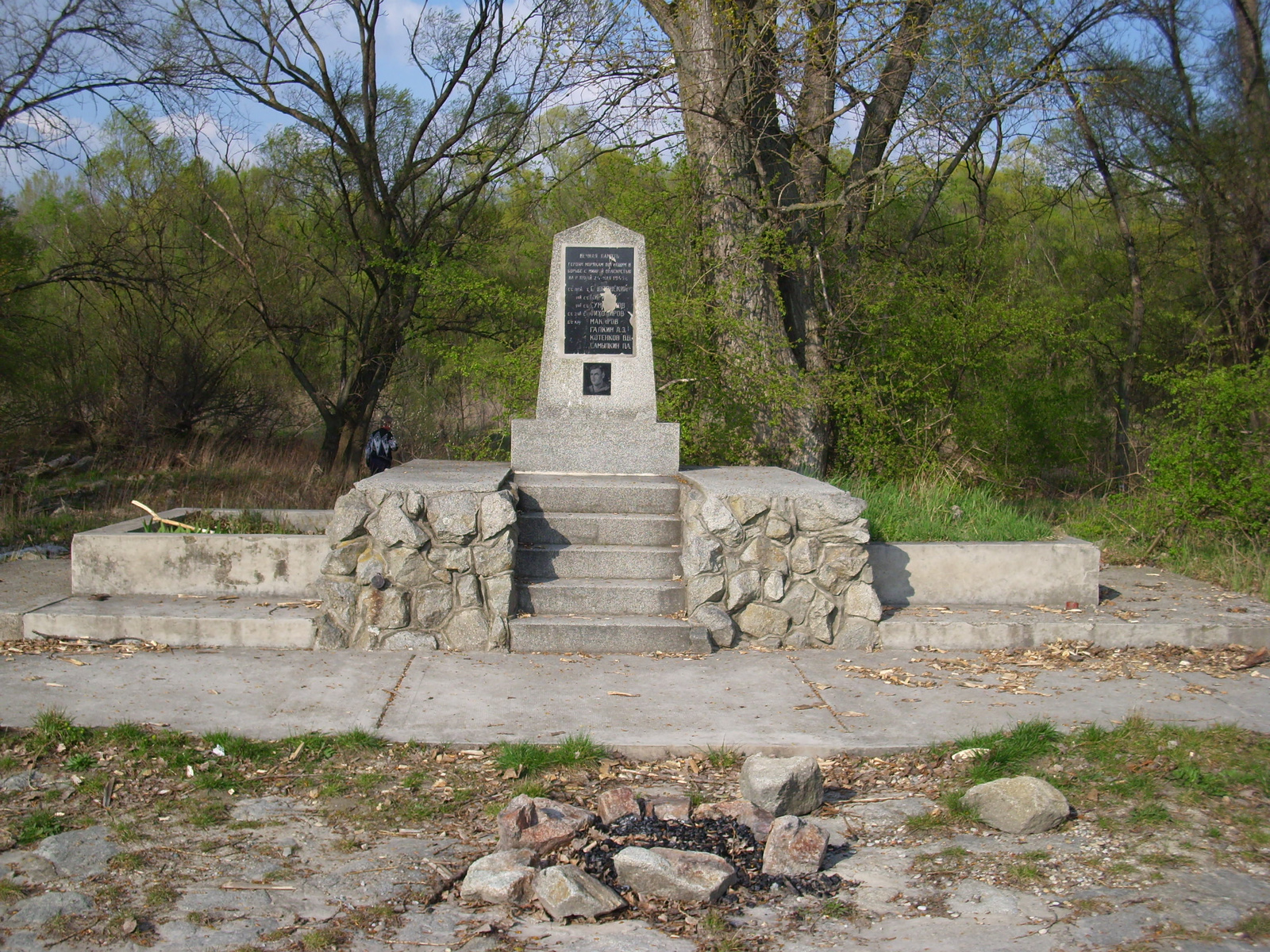
Szovjet emlékmű a Duna partján

Fényes Elek szerint „Medve (Weiszkirchen), magyar falu, Győr vmegyében, az öreg Duna bal partján, hol egy fő rév van a Poson vmegyéből Győrbe vivő országutban. Lakja 495 katholikus. Van erdeje, jó legelője, sok duna-malma. F. u. gr. Viczay nemzetség.”
1895-ben, miután a dunai gát átszakadt, nagy árvíz sújtotta a községet. Ekkor keletkezett az úgynevezett „Apáti gödör”, ami ma már halastóként hasznosítanak. A trianoni békeszerződésig Győr vármegye Tószigetcsilizközi járásához tartozott. Az első bécsi döntés által visszacsatolt felvidéki magyarlakta területekre bevonuló magyar csapatok elsőként 1938. november 5-én a Medvénél létesített hadihídon keresztül lépték át a trianoni határt. A Dunán átívelő híd építése 1939-ben kezdődött, és 1942-ben fejeződött be. Az átadáson részt vett maga Horthy Miklós is. A híd a háború folyamán megrongálódott. Egyszer, egy bombázás során, egy bomba eltalálta a pályatestet, súlyos károkat okozva, másodszor, egy berepülés alkalmával, a Dunába dobott úszóakna sodródott neki a Győr felőli mederpillérnek, és rongálta meg azt. A háború végén a visszavonuló német csapatok felrobbantották 1945 márciusában. Ideiglenesen a szovjet Vörös Hadsereg újíttatta fel, a fogolyként magukkal hozott német műszaki egységgel. A hídon végül, néhány évig tartó újjáépítés után, 1973-ban indulhatott el újra a forgalom.
1956-ban újra árvíz pusztított. A legnagyobb árvíz 1965. június 17-én pusztította a községet, amikor a Kulcsod határában épített gát átszakadása miatt az egész lakosságot ki kellett telepíteni. A gátszakadás helyén ma emlékmű áll.

## Népessége
| Év:            | 1994. | 2004.   | 2014.   | 2024.   |
| -------------- | ----- | ------- | ------- | ------- |
| Emberek száma: | 564   | 573     | 546     | 522     |
| Eltérés:       |       | +1,59 % | -4,71 % | -4,39 % |

| Év:            | 2023. | 2024.   |
| -------------- | ----- | ------- |
| Emberek száma: | 528   | 522     |
| Eltérés:       |       | -1,13 % |

1910-ben 781, túlnyomórészt magyar anyanyelvű lakosa volt.
2001-ben 589 lakosából 509 magyar és 65 szlovák volt.
2011-ben 566 lakosából 497 magyar és 58 szlovák volt.
2021-ben 532 lakosából 430 (+14) magyar, 89 (+13) szlovák, 3 egyéb és 10 ismeretlen nemzetiségű volt.

## Nevezetességei
- Szent Anna tiszteletére szentelt római katolikus templomát 1800-ban építették az elpusztult középkori templom helyett, de 1855-ben leégett. 1860-ban építették újjá.
- Medvei híd

## Testvértelepülések
- Győrújfalu

## Képek a faluról és a környékéről

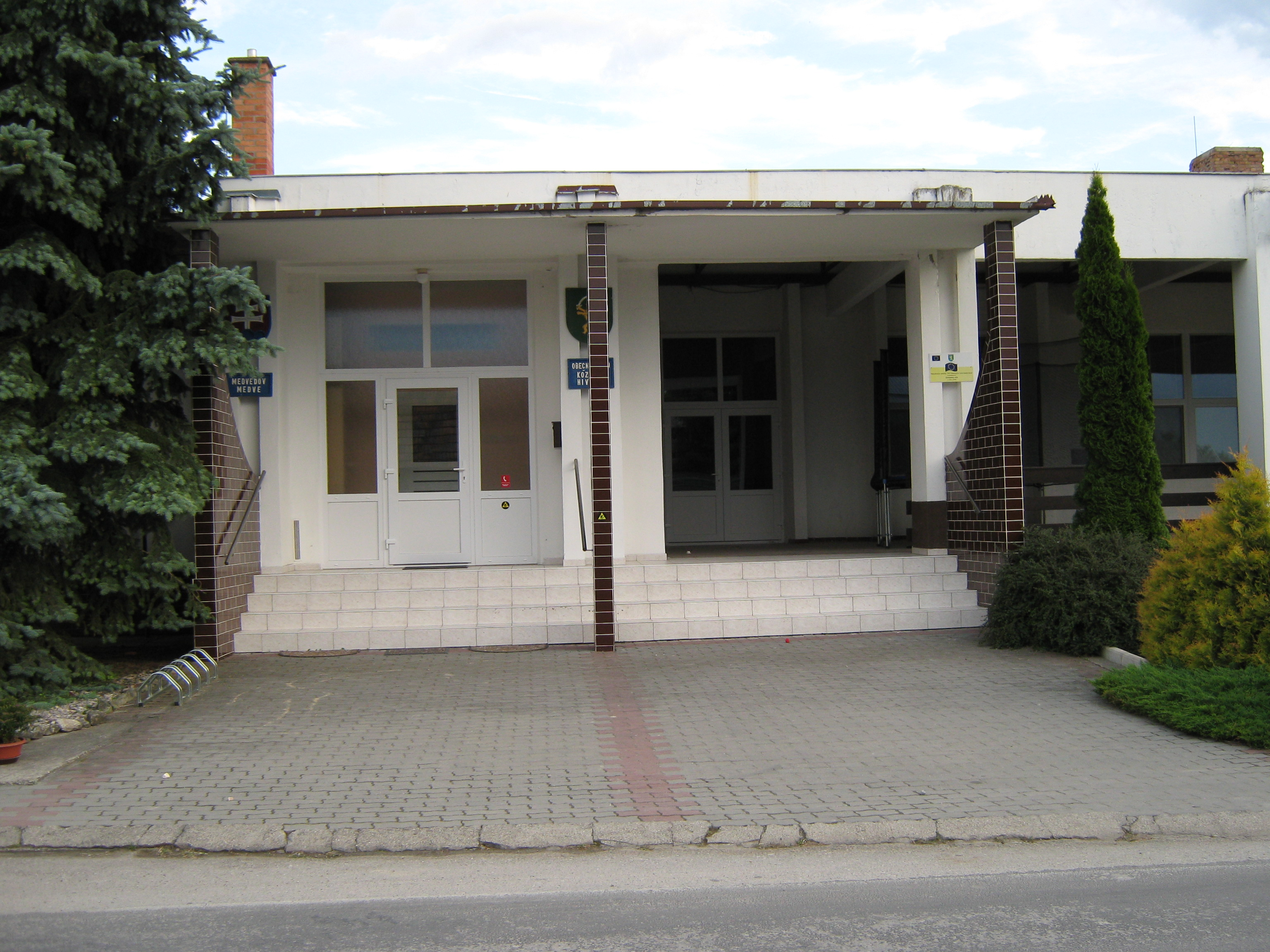
Községháza
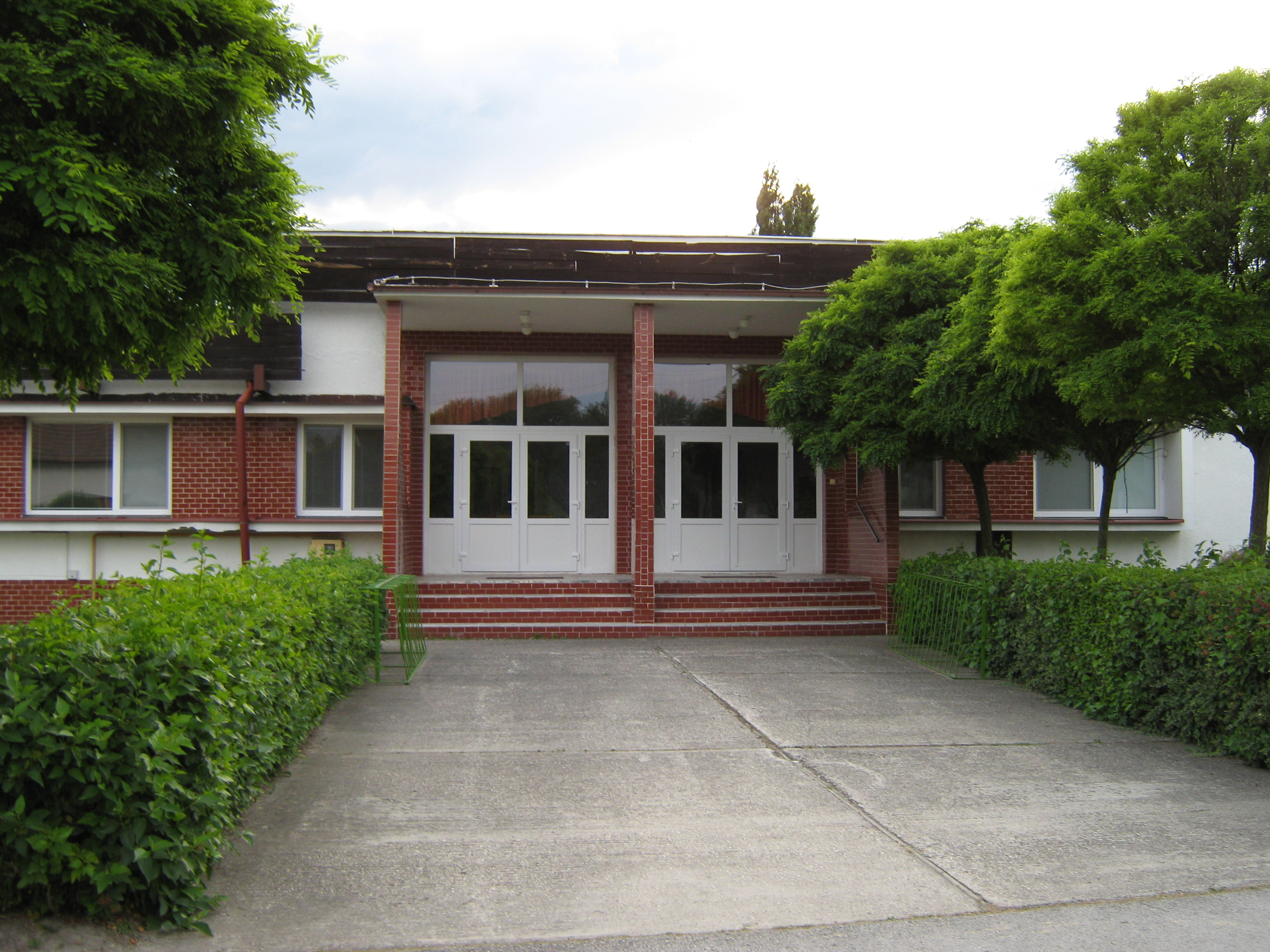
Kultúrház
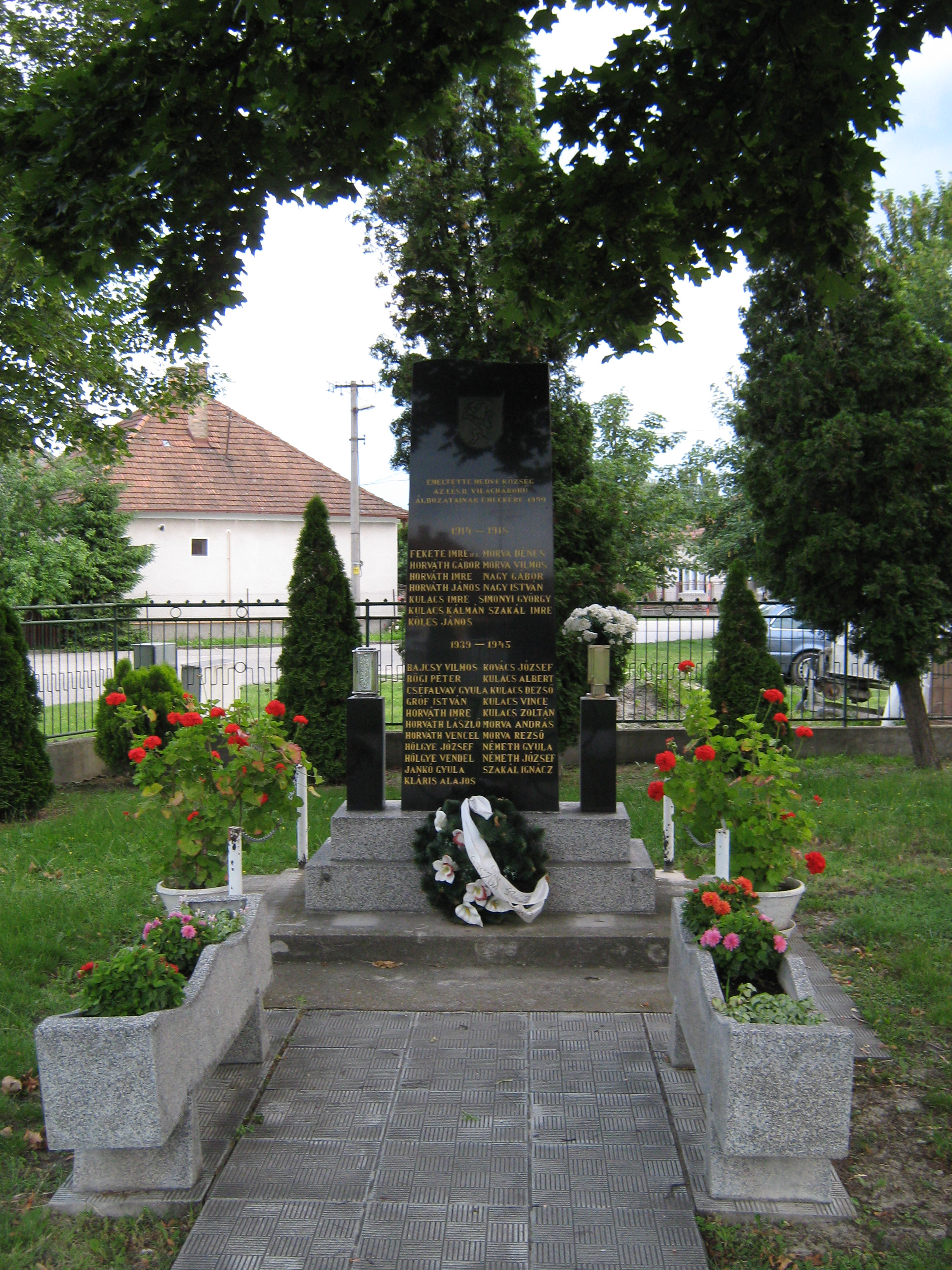
Az első és második világháború áldozatainak emlékműve Medvén
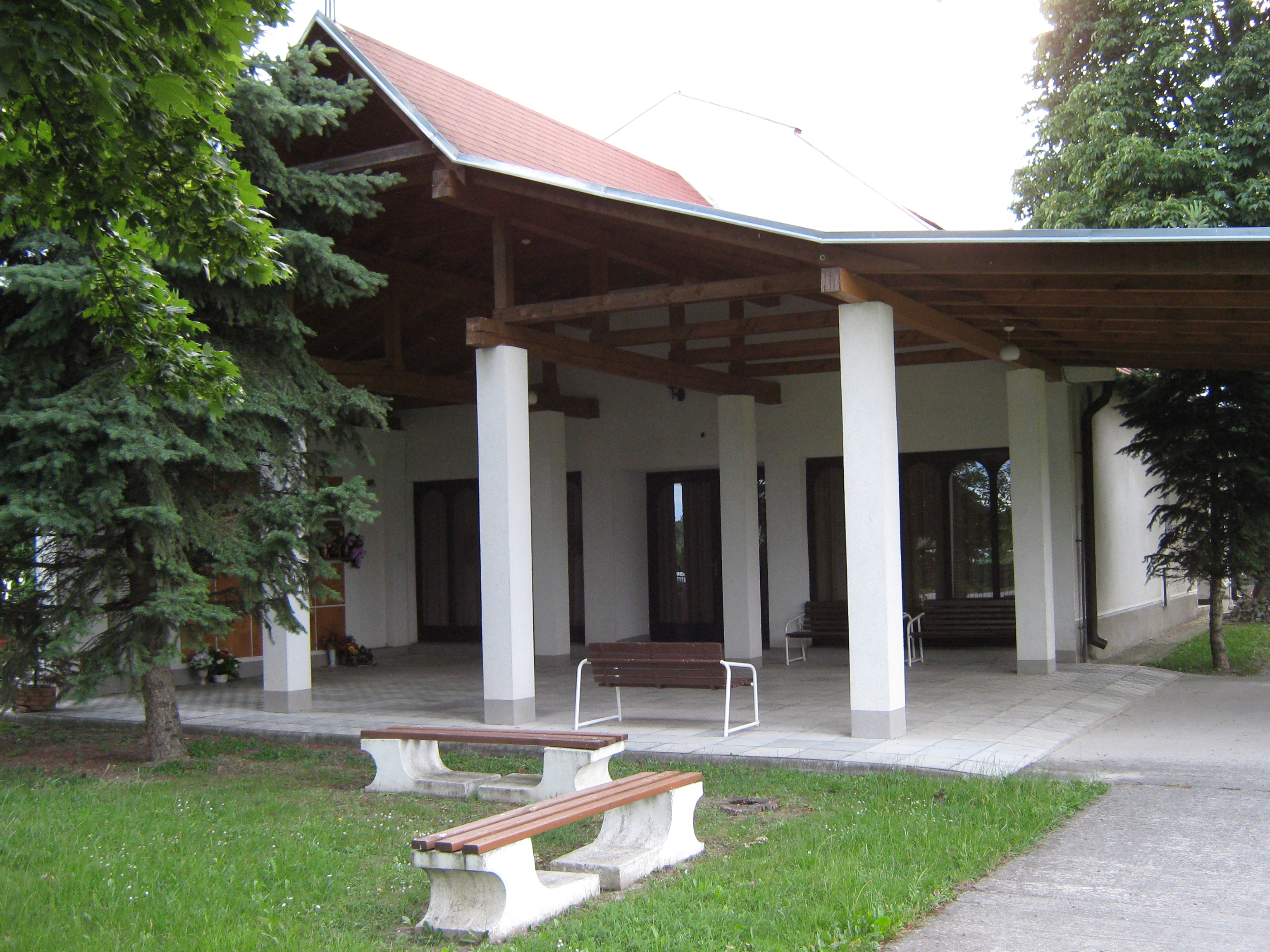
Halottasház
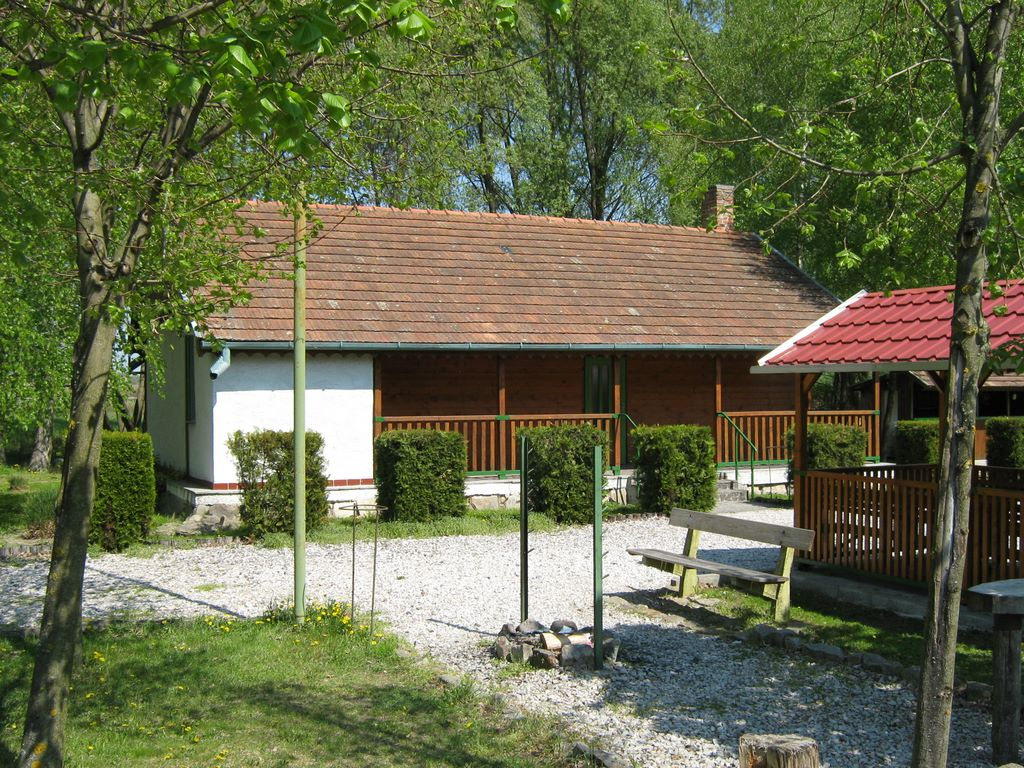
Vadászház
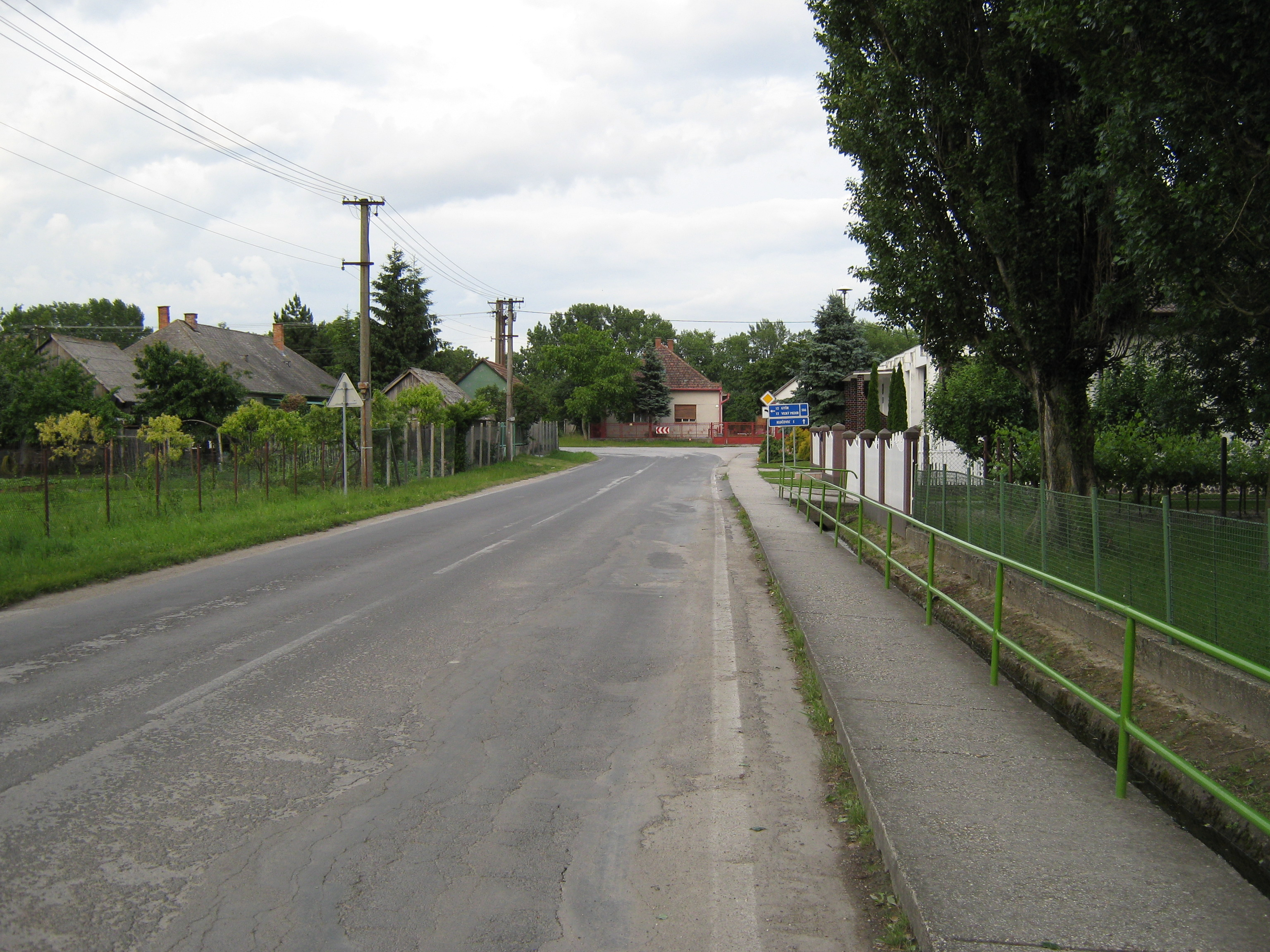
Utcarészlet
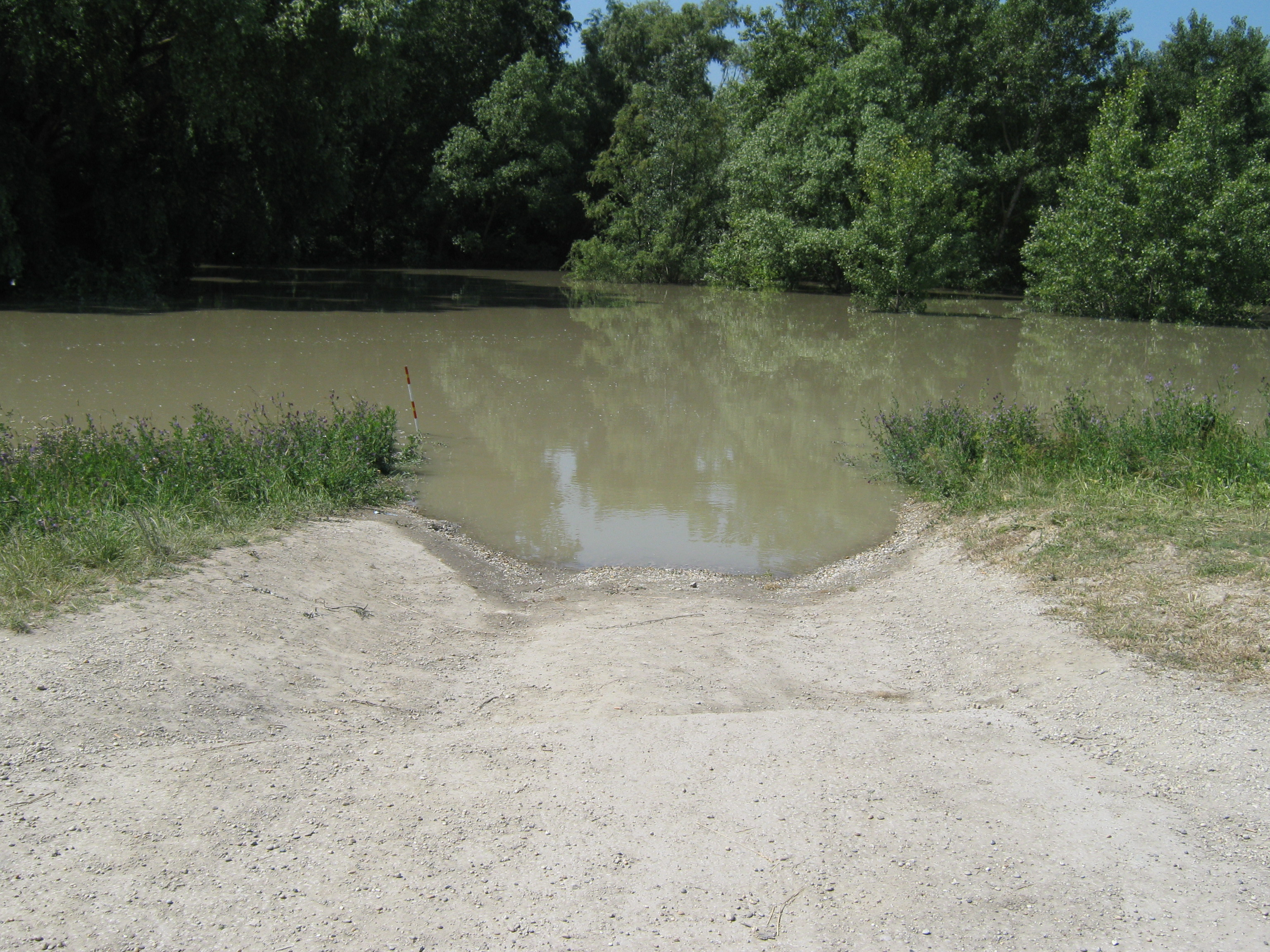
A 2013-as nagy víz tetőzése (2013. június 8.)
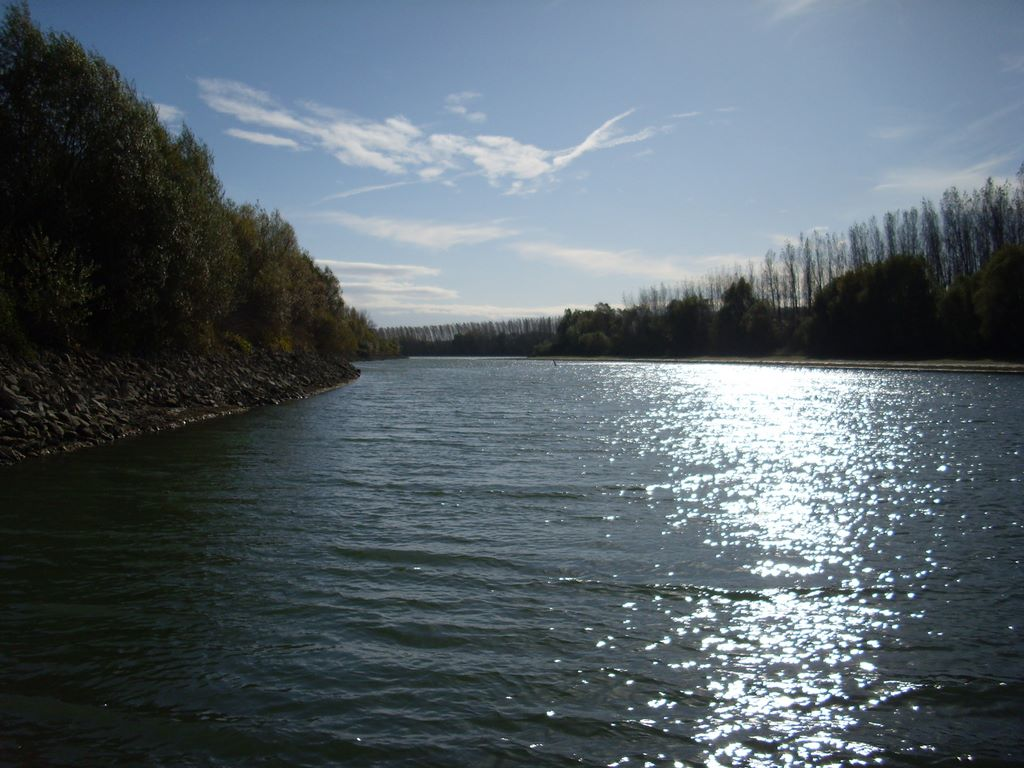
Holtág látképe a régi komplejárónál
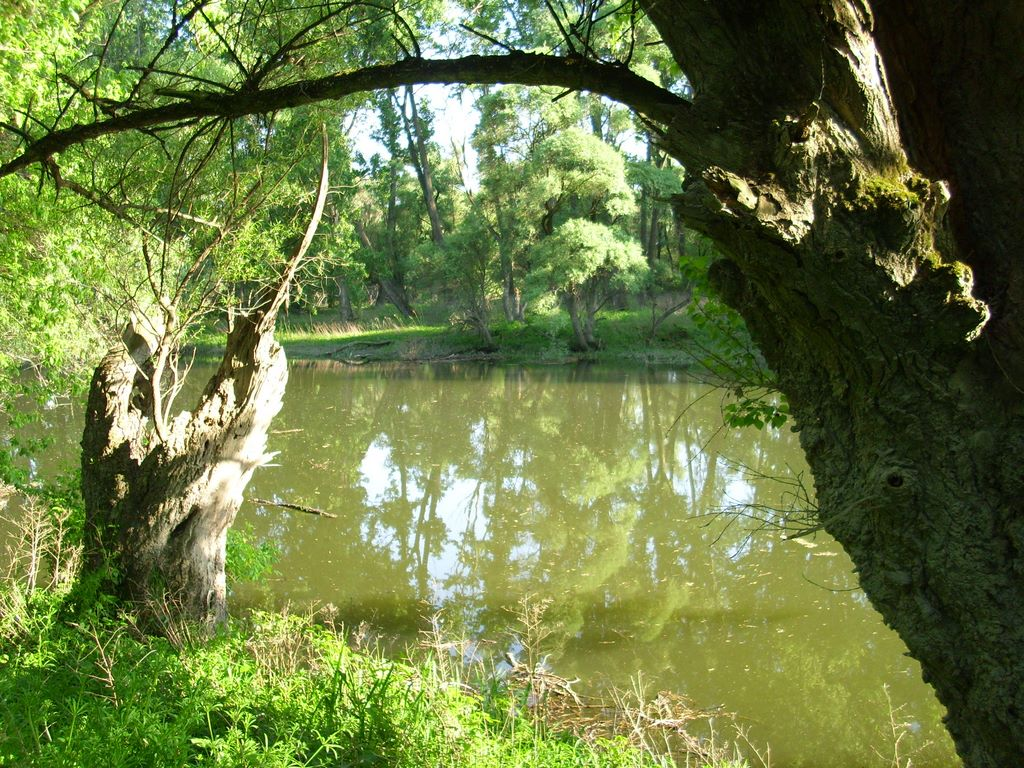
Holtág az erdő alatt
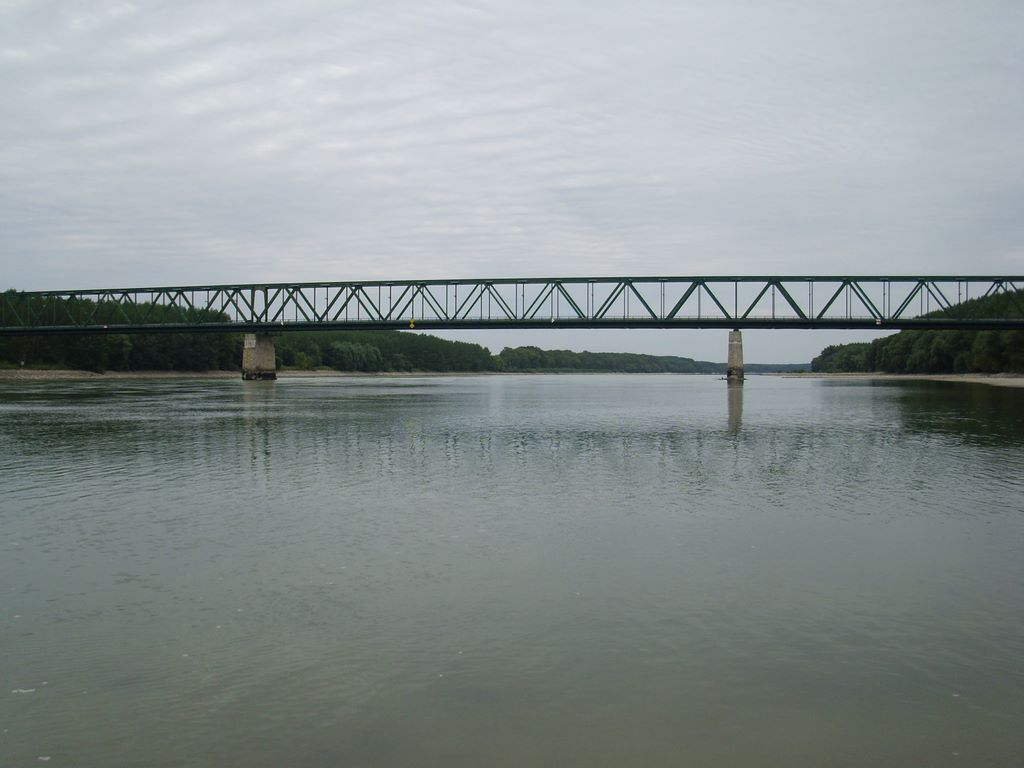
Az ún. „Nagyhíd”
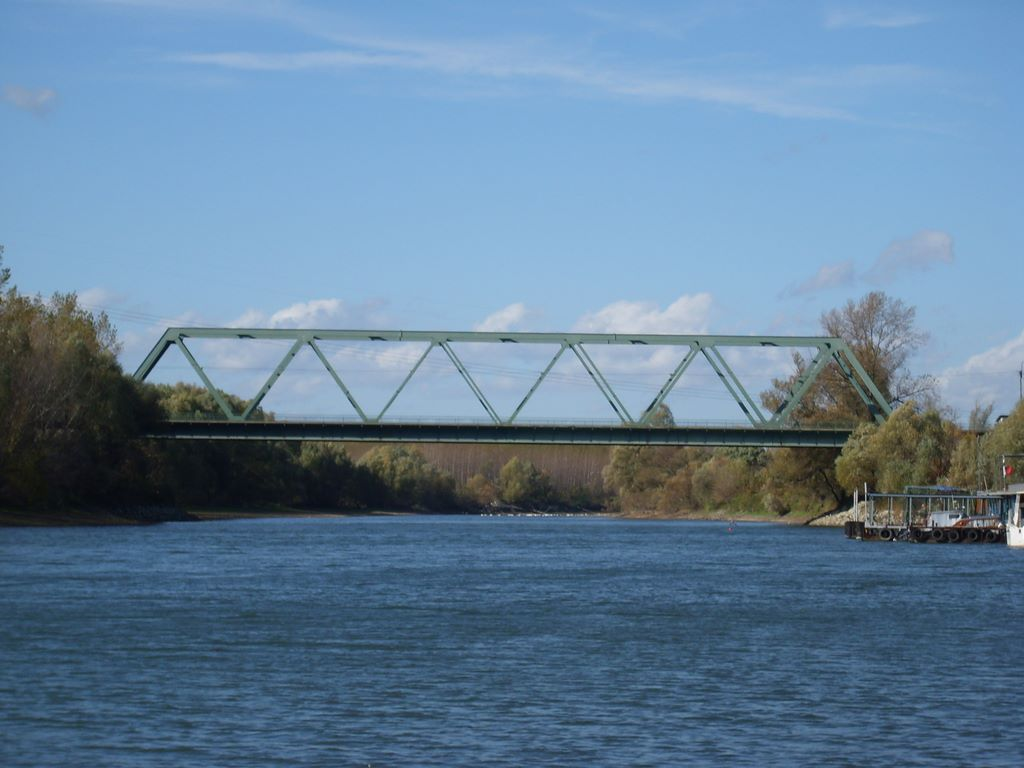
Az ún. „Kishíd”
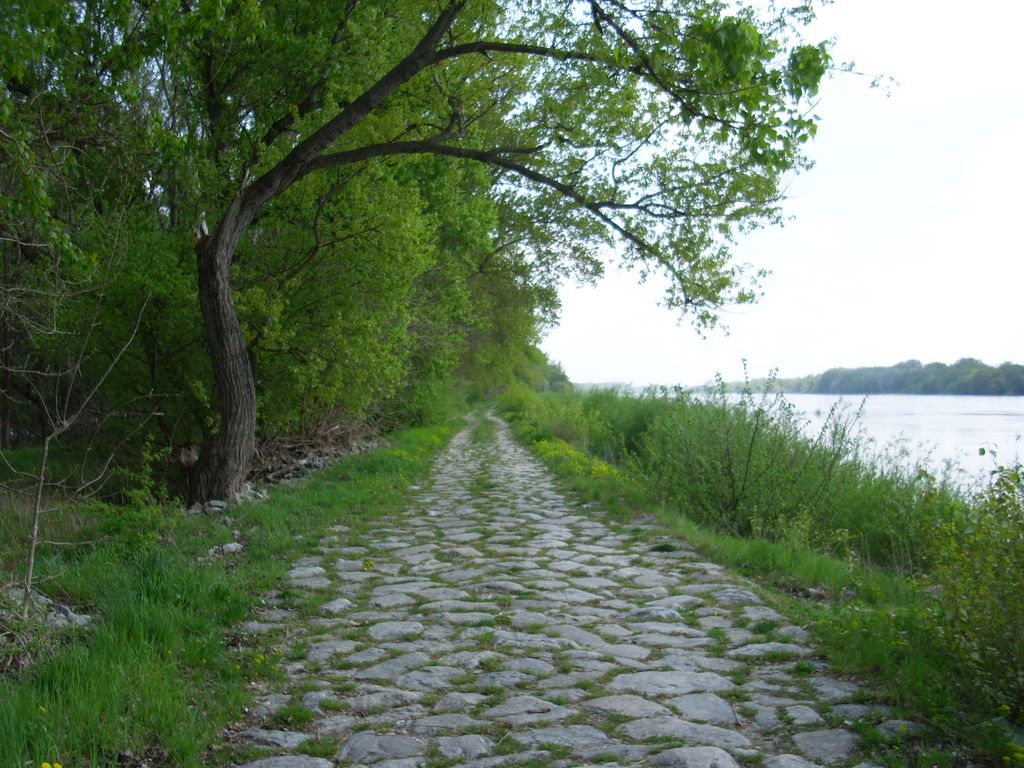
Kőút